# Sleeping Beauties
Sleeping Beauties is een komische kortfilm uit 1999. De film ging in première op het Sundance Film Festival van 1998 en werd vervolgens op meer dan 30 festivals vertoond.

## Verhaal
Een moeder vertelt aan haar dochter het verhaal van een echte prinses op het witte paard en diens schone slaapster. Heather is samen met haar vriendin Cindy maar die laatste ontwaakt en verbreekt de relatie, zeggende dat ze een echte prins wil.
Heather werkt als schminkster bij een mortuarium in Los Angeles. Op het dag is ze bezig met het lichaam van muzikante Sno Blo als haar collega Vince zijn nieuwe vriendin meebrengt. Dit blijkt Cindy te zijn die terug naar LA gekomen is en vrienden met Heather wil worden.
Alvorens Sno Blo begraven wordt, wordt een fotoshoot gehouden met haar vroegere bandleden aan haar graf. De assistente van de fotograaf, Clea, flirt met Heather maar die kan enkel aan Cindy denken. Die probeert dan weer de band te overhalen om haar hun manager te maken. Als Vince die kans voor haar verpest wordt ze boos en zegt ze mee te zullen gaan met Heather.
Als Heather later thuiskomt vindt ze Cindy slapend in haar bed. Ze kust haar wakker maar dan zegt Cindy dat ze niets van haar moet verwachten. Daarop zegt Heather dat Cindy uit haar bed moet komen en belt ze Clea. Uiteindelijk vormen Heather en Clea een koppel. Aan het einde komt Clea bij de vertellende moeder, Heather, om het verhaal af te maken.

## Rolbezetting
| Acteur          | Personage     |
| --------------- | ------------- |
| Sarah Lassez    | Heather       |
| Emily Sperling  | jonge Heather |
| Radha Mitchell  | Cindy         |
| Cheyene O'Brian | jonge Cindy   |
| Clea DuVall     | Clea          |
| Vince Vieluf    | Vince         |
| Rose McGowan    | Sno Blo       |
| Nicole Eggert   | Sno Blo band  |
| Leisha Hailey   | Sno Blo band  |
| Chris Garant    | Sno Blo band  |
| Bob Stephenson  | Platenbaas    |
| Tracy Grant     | Platenbaas    |
| Tony Friedkin   | fotograaf     |
| Harper Roisman  | priester      |